# Abakaliki
Abakaliki es una localidad de Nigeria, capital del estado de Ebonyi. Cuenta con una población estimada en marzo de 2016 de 198 100 habitantes.
Se encuentra ubicada al sureste del país, cerca del delta del Níger y de la frontera con Camerún.